# Darkhan Assadilov
Darkhan Assadilov (8 agosto 1987) è un karateka kazako, specializzata nel kumite e vincitore della medaglia di bronzo olimpica a Tokyo 2020.

## Palmarès
- Giochi olimpici

Tokyo 2020: bronzo nei 67 kg.